# Davis Peninsula
Davis Peninsula är en udde i Antarktis. Den ligger i Östantarktis. Australien gör anspråk på området.
Terrängen inåt land är lite kuperad. Trakten är obefolkad. Det finns inga samhällen i närheten.